# Victor Chang
Victor Peter Chang, nato Chang Yam Him, (張任謙; Shanghai, 21 novembre 1936 – Sydney, 4 luglio 1991) è stato un medico cinese naturalizzato australiano, cardiochirurgo, considerato uno dei pionieri moderni del trapianto di cuore in Australia.

## Biografia
Dopo aver completato gli studi di medicina presso l'Università di Sydney e dopo aver lavorato all'Ospedale di St Vincent, Chang si è trasferito nel Regno Unito e negli Stati Uniti per completare il tirocinio in chirurgia, per poi fare ritorno in Australia. All'ospedale di St Vincent, ha contribuito a creare la National Cardiac Transplant Unit, il principale centro del paese per i trapianti di cuore e polmone.
Nel 1991 è stato assassinato da due giovani, in un fallito tentativo di estorsione. Dopo la sua morte, sono stati creati il Victor Chang Cardiac Research Institute e il Victor Chang Lowy Packer Building all'ospedale di St Vincent.
Il suo omicidio, avvenuto nel 1991, è considerato uno dei casi di cronaca nera più noti nella storia australiana. Gli sono stati concessi anche i funerali di Stato e nel 1999 è stato votato come australiano del secolo dal People's Choice Awards.